# Стрвинарка
Стрвинарка (лат. Agaricus impudicus) врста је отровне гљиве која је распрострањена у приморским крајевима

## Клобук
Клобук је величине 4-8 (10) центиметара, у младости прилично, готово купасто избочен, касније му се тјеме све више спљоштава, па чак унутар шире избочине картерасто удубљује, понекад жљебовит понекад доста правилно али ниско јастучаст, с једва уочљивом избочином, понекад као изгрижен и нацјепкан. Кожица се распуцава у крупне црносмеђе крљушти и радијалне влакнасте накупине. На тјемену је већином глатко кожната, но сколна да се према крају цјепа у звјездолике кракове, па затим концентрично распоређене и у свакој зони све ближе крају ситније крљушти.

## Листићи
Листићи густи, слободни, уски, мршави у почетку сиви, касније сиво-смеђи. Оштрица бјеличаста.

## Боја
Боја сиво-смеђа, прилично тамног тона.

## Стручак
Стручак витак и танак, ваљкаст, бјел, у доњој половини љуспичаво-влакнаст изнад прстена бјел.
Прстен једноставно танак, висећи, понекад одозго исцрткан, понекад одоздо одвојен, понекад стручку припљен и цјевасто шупаљ.

## Месо
Месо бјело, касније постаје окер, у клобуку и прљабо маслинасто-сиво, па затим црвенкасто-смеђе и ја крају смеђе. Овдашњим испитивачима заудара на цркотину.

## Хемијска реакција
Хемијска реакција на Шеферов реагенс je negativna.

## Микроскопија
Микроспокија споре слабо пигментисане. Cystide на оштрици малобројне и кугласте

## Станиште
Распрострањене су крај борова, па и испод камења, у сунчаним стаништима. Дуж обала распрострањена.

## Јестивост
Због одвратног мириса нејестива, вјероватно и отровна.

## Таксономија
Ova vrsta je poznata pod više sinonima:
- 1980
- 1981
- 1952
- 1951
- 1932
- 1950
- 1972